# 拜占庭帝國的衰落

拜占庭帝國邊界變化圖。 所代表的日期是
- 476年，西羅馬帝國滅亡；巴西利斯庫斯被廢黜，芝諾復辟
- 550年，查士丁尼一世的西部開拓，擊敗東哥特王國
- 717年，利奧三世統治；第二次阿拉伯圍攻
- 867年，巴西爾一世統治開始，
- 1025年，巴西爾二世去世；君士坦丁八世統治開始
- 1095年，阿萊克修斯一世請求西方援助對抗塞爾柱土耳其人
- 1170年，阿馬爾里克一世和曼努埃爾一世聯盟
- 1270年，米海爾八世統治
- 1400年，拜占庭－鄂圖曼戰爭

拜占庭帝國在近一千年的時間裡經歷了幾次發展和衰落。帝國在7世紀阿拉伯征服期間損失慘重，然而現代歷史學家普遍認為，帝國最後的衰落始於11世紀。
在11世紀，帝國經歷了一場重大災難，在曼齊克特戰役和隨後的內戰之後，其安納托利亞的大部分腹地領土都被塞爾柱突厥人佔領。與此同時，帝國在意大利的最後一塊領土被西西里的諾曼王國奪走，並在巴爾幹半島的領土上屢遭襲擊。這些事件促使皇帝阿萊克修斯一世向西方尋求幫助，從而導致了第一次十字軍東征。然而，對意大利威尼斯共和國和熱那亞共和國的經濟讓步削弱了帝國對其自身財政的控制，尤其是從13世紀開始，而與西方的緊張局勢導致了1204年第四次十字軍東征的軍隊洗劫君士坦丁堡和帝國的分裂。
儘管一些拜占庭的小型繼承國倖存下來並最終在1261年收復了君士坦丁堡，但帝國已被嚴重削弱。從長遠來看，突厥人在安納托利亞的崛起最終催生了鄂圖曼帝國，該帝國在14和15世紀迅速征服了前拜占庭中心地帶，鄂圖曼軍隊最終在1453年，在蘇丹穆罕默德的領導下攻陷了君士坦丁堡。